# Anksa Kara
Anksa Kara (Nkongsamba, Camerún; 24 de marzo de 1985) es una actriz pornográfica francesa.

## Biografía
Llegó a Francia en 1993, comenzó en 2005 a trabajar como estríper en varios clubes parisinos famosos. En 2007 se convirtió en modelo fotográfica y actriz porno. Es una actriz (escuela Oscar Sisto), presentadora de televisión y productora de Cine pornográfico. Fue nominada en la primera ronda del Hot d'Or en París en 2009.
La imagen de Anksa Kara fue inspirada en gran parte por la famosa Josephine Baker.
Ella y su compañero Josué Roca con éxito podrían crear un colectivo Anksa Kara & Co. para la causa Negra en Francia. Su popularidad comenzó a aumentar después de la publicación de la revista pornográfica Hot Vidéo Black Power! Yes We Can n° 220 de junio de 2009. Ella regularmente visita el Museo del Erotismo de París en partidos oficiales.

## Filmografía

### Películas eróticas y pornográficas
- 2007: Kama Sutra black de Jean-Pierre Charmontel (Java Consulting)
- 2007: Taxi de nuit de Fabien Lafait (JTC Video)[3]
- 2007: Défonce Anale à La Lhermite Volume 1 de Philippe Lhermite (Telsev)
- 2007: Les Castings de Lhermite Volume 29 de Philippe Lhermite (Telsev)
- 2007: Les Inclassables de Lhermite Volume 5 de Philippe Lhermite (Telsev)
- 2007: Soumission Promise Volume 2 de Philippe Lhermite (Telsev)
- 2008: Allumeuses 2 de Fabien Lafait (JTC Video)
- 2008: Disco Sex de Fabien Lafait (JTC Video)[4]
- 2008: Les Castings de Fred Coppula, Acte 1 de Fred Coppula (Fred Coppula Productions)[5]
- 2008: X Amat Special Blacks de Fabien Lafait (JTC Video)[6]
- 2009: Cinémax de Max Antoine (Fred Coppula Productions)[7]
- 2010: Dark Dreams - More Dirty Fantasies de Thomas S. Allan (Magmafilm)
- 2011: Dans Ton Cul 4: Au boulot de Luka (Saucisson Prod)
- 2011: Journal d'une Femme de Chambre de Max Antoine (Fred Coppula Productions)
- 2011: Orgy The XXX Championship de Hervé Bodilis (Marc Dorcel)[8]
- 2012: Ça Baise au Sauna de Luka (Marc Dorcel)[9]
- 2012: La Journaliste de Pascal Lucas (Marc Dorcel)[10]

### Cine
- 2010: Eject de Jean-Marc Vincent: Pam, the black prostitute[11]
- 2011: Le Dossier Toroto de Jean-Pierre Mocky: Irma, l'intendante[12]
- 2012: Le Mentor de Jean-Pierre Mocky[13]

### Televisión
- 2007: Primera entrevista con Kara Anksa Anna Martin y Fabien Lafait Noctambule en Pigalle (Paris Dernière, 27 de diciembre de 2007)[14]
- 2009: Photoshoot el 28 y 29 de abril de 2009 Etiqueta Anksa Kara & Co. para el « Black Power! Yes We Can» (Hot Vidéo, junio de 2009)[15]
- 2009: Anksa Kara chez Magloire (Cap 24, agosto de 2009)[16]
- 2009: Anksa Kara & Co. el Hot d'Or ceremonia en París (20 de octubre de 2009)[17]
- 2010: Entrevista con Kara Anksa en un Hot Vidéo party (Hot Vidéo, 21 de diciembre de 2010)[18]
- 2011: Exclusivo video DSK Sofitel con Anksa Kara y Josué Rocher (YouTube)[19]
- 2011: Les scandaleuses d'Anksa Kara & Co.: Atmósfera caliente en Salon du Louvre (Paris Dernière, noviembre de 2011)[20]
- 2012: Rive droite - Dîner libertin emisión de Guillaume Durand con Anksa Kara (Paris Première, 28 de enero de 2012)[21]
- 2012: Les Jouets d'Anksa Kara (Paris Dernière, mayo de 2012)[22]

### Video musical
- 2009: Hombre Que Soy (Shaka Ponk)[23]
- 2010: Bistouflex (Seth Gueko)[24]

## Publicaciones
- «Anksa Kara: une interview XXL». Amina (en francés) (453). enero de 2008. ISSN 0244-0008.
- Abelanet, Jam (mayo de 2008).  éditions Ragage, ed. Fantaisies souterraines - Nues dans le métro. Charme et érotisme (en francés). París. ISBN 978-2915460643.
- «Black Power! Yes We Can». Hot Vidéo (en francés) (220). junio de 2009. ISSN 0998-8939.

## Premios
- 2009: Hot d'Or: nominada Mejor starlette francesa[1]